# Città di Norwood Payneham & St Peters
La città di Norwood Payneham & St Peters è una Local Government Area che si trova in Australia Meridionale. Essa si estende su una superficie di 15,1 chilometri quadrati e ha una popolazione di 36.128 abitanti. La sede del consiglio si trova a Norwood.